# Portia (vệ tinh)
Portia (/ˈpɔːrʃə/ POR-shə) là một vệ tinh tự nhiên thuộc vành đai trong của Sao Thiên Vương (Uranus). Nó được phát hiện từ những hình ảnh được chụp bởi Voyager 2 vào ngày 3 tháng 1 năm 1986 và được chỉ định tạm thời là S/1986 U 1. Vệ tinh được đặt theo tên của Portia, nữ anh hùng trong vở kịch Chàng lái buôn của Venice của William Shakespeare. Nó cũng được chỉ định là Uranus XII.